# Wild Heerbrugg

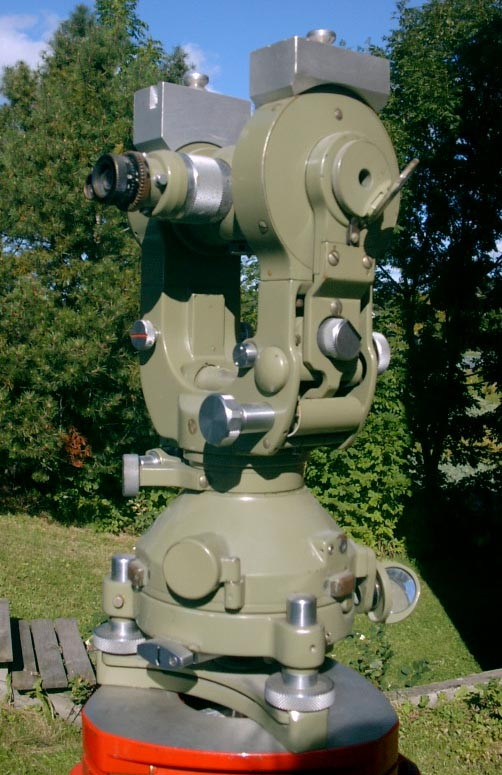
Teodolito Wild T2.

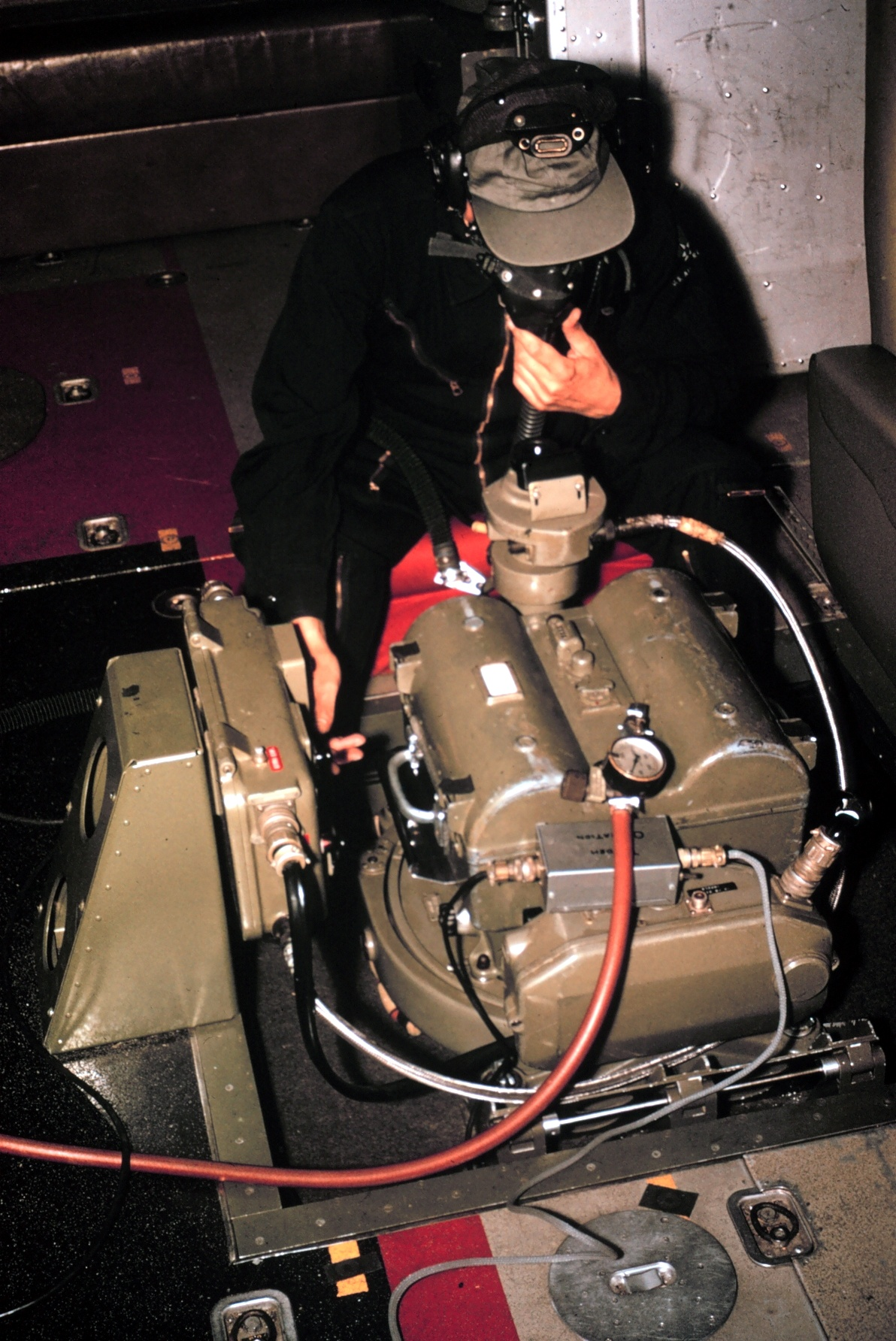
Cámara Aérea Wild RC8 en uso.

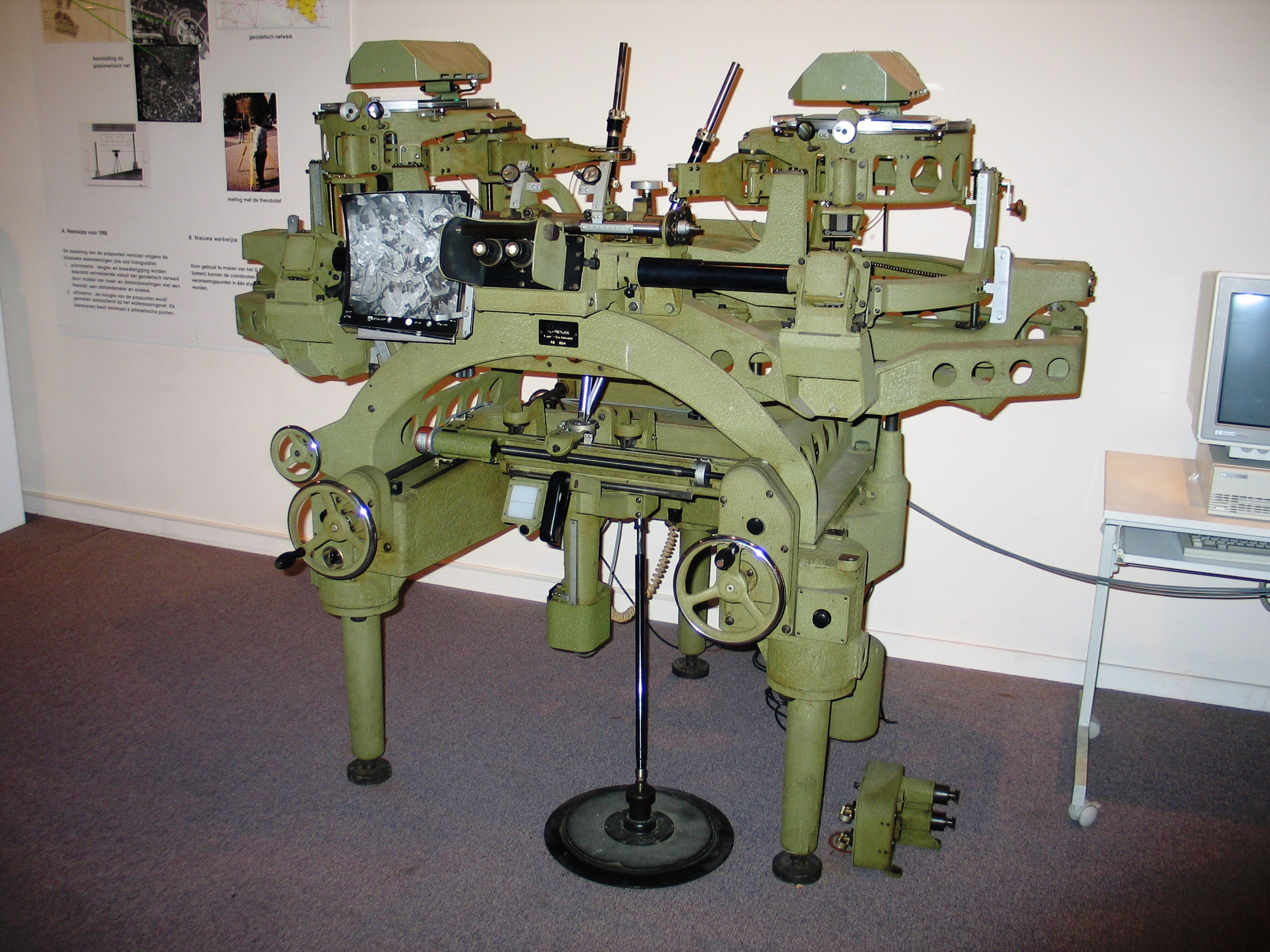
Un Wild A8, instrumento fotogrametrico.

Wild Heerbrugg fue una compañía fundada en 1921 en Suiza que manufacturaba diferentes instrumentos ópticos, tales como  teodolitos, microscopios, y dispositivos para fotogrametría entre otros. La compañía cambió su nombre en varias ocasiones, siendo conocida inicialmente como "Heinrich Wild, Werkstätte für Feinmechanik und Optik", y posteriormente "Verkaufs-Aktiengesellschaft Heinrich Wild's Geodätische Instrumente", después cambió su nombre a "Wild Heerbrugg AG", y posteriormente fue conocida como "Wild Leitz". Finalmente esta empresa fue fusionada con Leica en 1989, cuando se convirtió en parte de Leica Holding B.V. Hoy en día es parte de Leica Geosystems AG.

## Historia
La compañía Heinrich Wild, Werkstätte für Feinmechanik und Optik fue fundada en 1921 en Heerbrugg por tres técnicos suizos:
- El topógrafo inventor Heinrich Wild de Glarus
- El oficial Jacob Schmidheiny
- El geólogo Dr. Robert Helbling de Flums.

Heinrich Wild (1877–1951), un diseñador líder de instrumentos geodésicos y astronómicos, nacido en Suiza, inició su carrera como aprendiz de topógrafo. En 1908, inventó una cámara telemétrica militar y convenció a Zeiss que la fabricara, entonces Wild se mudó a Jena y se convirtió en el director de GEO, la nueva división de Zeiss enfocada en instrumentos topográficos. Wild regresó a Suiza después de la Primera Guerra Mundial. EN 1921, con la ayuda de inversionistas suizos estableció la “Werkstätte für Feinmechanik und Optik en Heerbrugg”, en el Rhine Valley. A principio de los años 30, al reconocer que no estaba hecho para ser un administrador de fábricas, Wild se mudó a Zúrich, se separó de sus conexiones con la firma en Heerbrugg, y diseño instrumentos para “Kern & Co” en Aarau. Su vieja firma se convirtió en Wild Heerbrugg durante 1937. Se fusionó con la compañía óptica de Ernst Leitz de Wetzlar en 1987, adquirió la mayor parte de Kern en 1988, y se renombró Wild Leitz AG in 1989. Finalmente, se convirtió en parte de Leica holding company en 1990.
A partir de 1996, la empresa se dividió en unidades más pequeñas. De este modo se formó Leica Camera AG en 1996, en octubre de 1997 surgió Leica Geosystems AG y el 1 de abril de 1998 surgió Leica Microsystems AG. En la actualidad estas tres compañías son completamente independientes. En continuación de Wild Heerbrugg, Leica Geosystems continúa produciendo instrumentos geodésicos y es el líder global en esta sección de mercado.